# Copulabyssia riosi
Copulabyssia riosi is een slakkensoort uit de familie van de Pseudococculinidae. De wetenschappelijke naam van de soort is voor het eerst geldig gepubliceerd in 2000 door Leal & Simone.